# PEN Pinter Prize
Der PEN Pinter Prize und der Pinter International Writer of Courage Award sind jährlich vergebene Literaturpreise, die 2009 vom britischen PEN-Zentrum zu Ehren des Literaturnobelpreisträgers und Dramatikers Harold Pinter (1930–2008) ins Leben gerufen wurden. Pinter war Vizepräsident des English PEN und aktives Mitglied des Writers-in-prison-Committee (WiPC).
Der PEN Pinter Prize wird an „einen britischen oder in Großbritannien ansässigen Schriftsteller mit herausragenden literarischen Verdiensten verliehen, der – in den Worten von Pinters Nobelrede [‚Kunst, Wahrheit und Politik‘] – einen ‚unbeirrbaren, unbeirrbaren‘ Blick auf die Welt wirft und ‚eine heftige, intellektuelle Entschlossenheit ... zeigt, die wahre Wahrheit unseres Lebens und unserer Gesellschaften zu definieren‘.“ Von dieser Bestimmung wird seit 2016 jedoch wiederholt abgewichen, indem der Preis auch nicht im Vereinigten Königreich lebenden Schriftstellern zuerkannt wird.
Der Pinter International Writer of Courage Award wird an einen nichtbritischen Schriftsteller verliehen, der wegen seiner Überzeugungen Verfolgung ausgesetzt war. Er wird vom English PEN's Writers at Risk Committee in Absprache mit dem jährlichen Preisträger ausgewählt und während der Preisverleihung in der British Library am oder um den 10. Oktober, dem Geburtstag von Pinter, bekannt gegeben.
Der PEN-Pinter-Preis ist einer von vielen PEN-Literaturpreisen, die von den International-PEN-Mitgliedsorganisationen in mehr als 100 International PEN-Zentren auf der ganzen Welt vergeben werden.

## Preisträger

### 2000er Jahre
2009
- PEN Pinter Prize: Tony Harrison, Dichter und Theaterautor  Vereinigtes Königreich[4]
- International Writer of Courage Award: Zarganar (Maung Thura), Künstler  Myanmar[1][6]

### 2010er Jahre
2010
- PEN Pinter Prize: Hanif Kureishi  Vereinigtes Königreich[7]
- International Writer of Courage Award: Lydia Cacho, Journalistin und Menschenrechtsaktivistin  Mexiko[7]

2011
- PEN Pinter Prize: David Hare, Theaterautor  Vereinigtes Königreich[8]
- International Writer of Courage Award: Roberto Saviano, Schriftsteller und Journalist  Italien[2]

2012
- PEN Pinter Prize: Carol Ann Duffy, Dichter  Vereinigtes Königreich[9]
- International Writer of Courage Award: Samar Yazbek, Schriftsteller  Syrien[10]

2013
- PEN Pinter Prize: Tom Stoppard, Theaterautor  Vereinigtes Königreich[11]
- International Writer of Courage Award: Iryna Khalip, Journalistin  Belarus[12]

2014
- PEN Pinter Prize: Salman Rushdie, Romanautor  Vereinigtes Königreich[5][13]
- International Writer of Courage Award: Mazen Darwish, Anwalt und Journalist  Syrien[14]

2015
- PEN Pinter Prize: James Fenton  Vereinigtes Königreich[15]
- International Writer of Courage Award: Raif Badawi, Bürgerrechtsaktivist  Saudi-Arabien

2016
- PEN Pinter Prize: Margaret Atwood  Kanada[16]
- International Writer of Courage Award: Ahmedur Rashid Chowdhury, Verleger  Bangladesch[17]

2017
- PEN Pinter Prize: Michael Longley  Vereinigtes Königreich (Nordirland)[18]
- International Writer of Courage Award: Mahvash Sabet, Dichterin und Dozentin  Iran[19]

2018
- PEN Pinter Prize: Chimamanda Ngozi Adichie  Nigeria[20]
- International Writer of Courage: Waleed Abulkhair, Anwalt und Menschenrechtsaktivist  Saudi-Arabien[21]

2019
- PEN Pinter Prize: Lemn Sissay  Vereinigtes Königreich[22]
- International Writer of Courage Award: Befeqadu Hailu, Schriftsteller und Blogger  Äthiopien[23]

### 2020er Jahre
2020
- PEN Pinter Prize: Linton Kwesi Johnson  Vereinigtes Königreich[24]
- International Writer of Courage Award: Amanuel Asrat, Dichter  Eritrea[25]

2021
- PEN Pinter Prize: Tsitsi Dangarembga  Simbabwe[26]
- International Writer of Courage Award: Kakwenza Rukirabashaija, Romanautor  Uganda[27][28]

2022
- PEN Pinter Prize: Malorie Blackman  Vereinigtes Königreich[29]
- International Writer of Courage Award: Abduljalil al-Singace  Bahrain[30]

2023
- PEN Pinter Prize: Michael Rosen  Vereinigtes Königreich[31]
- International Writer of Courage Award: Rahile Dawut, uigurischer Wissenschaftler und Dissident  Volksrepublik China[32]

2024
- PEN Pinter Prize: Arundhati Roy  Indien[33]